# شهرستان راپاناک (ویرجینیا)
شهرستان راپاناک، ویرجینیا (به انگلیسی: Rappahannock County, Virginia) یک سکونتگاه مسکونی در ایالات متحده آمریکا است که در ویرجینیا واقع شده‌است.

## خصوصیات
شهرستان راپاناک ۶۹۱٫۵۳ کیلومترمربع مساحت دارد.